# Pole Whiting
Pour les articles homonymes, voir Whiting (homonymie).
Pas d'image ? Cliquez ici

a Compétitions nationales et continentales officielles uniquement.

b Matchs officiels uniquement.
Dernière mise à jour le 20 août 2025.
Peter (Pole) John Whiting, né le 6 août 1946 à Auckland (Nouvelle-Zélande), est un joueur de rugby à XV  qui joue avec l'équipe de Nouvelle-Zélande. Il évolue au poste de deuxième ligne (1,99 m pour 112 kg). Il est surnommé Pole (poteau en anglais) en raison de sa grande taille. Il est considéré comme un des meilleurs deuxièmes lignes de son époque.

## Carrière
Pole WHiting dispute son premier test match avec l'équipe de Nouvelle-Zélande  le 26 juin 1971, à l'occasion d'un match contre les Lions britanniques. Il dispute son dernier test match contre l'Australie, le 18 septembre 1976. En 1974, il effectue une tournée en Angleterre avec les All-Blacks et profite de son passage pour jouer avec les Harlequins en 1974-1975. Quelques années plus tard, il termine sa carrière de joueur avec les Harlequins.

## Statistiques en équipe nationale
- Nombre de test matchs avec les Blacks :  20
- Nombre total de matchs avec les Blacks : 56